# Rhamdia argentina
Rhamdia argentina es una especie de pez de la familia Heptapteridae en el orden de los Siluriformes.

## Hábitat
Es un pez de agua dulce.

## Distribución geográfica
Se encuentra en Colombia.